# Jelly Jamm
Jelly Jamm é um desenho animado britânico-espanhol de CGI criada por Carlos L. Del Rey, Víctor M. López e David Cantolla e produzida pelas produtoras espanholas Vodka (VDK) e 737 Shaker, e foi co-produzida pela distribuidora de filmes portuguesa BIGPICTURE, a produtora espanhola Bestial Investment e a japonesa Bandai para os canais Boomerang, Cartoonito, Canal Panda e Clan, no Brasil foi exibido pelo canal infantil Discovery Kids, e pelo canal TV Aparecida através do Clubti, atualmente é exibido na TV Brasil e desde março de 2019 é transmitido pelo Canal ZooMoo e em Portugal é exibido pelo canal generalista RTP2 através do Zig Zag, desde 2013 e também pelo canal generalista RTP1. A música desempenha um papel muito importante em Jelly Jamm. A trilha sonora e as musicas da serie foram compostas por Guille Milkyway na versão original.

## Sinopse
Jelly Jamm é uma serie animada de animação em 3D infantil que conta a história de sete personagens: Bello, Mina, Rita, Goomo, Ongo, Rei e Rainha que vivem no planeta chamado Jammbo. Para viverem, o planeta precisa de música, que vem de bolhas musicais.

## Personagens

### Principais
- Bello (Dublado por Lizzie Watherworth-Santo (EUA/Reino Unido) e Chelo Vivares (ESP) - Um menino de cor vermelho habitante de Jammbo, que é considerado por muitos o principal protagonista da história. Ele tem uma personalidade curiosa e sem limites. Adora ler histórias em quadrinhos (como mostrado já que ele tem vários gibis em seu quarto) e sua favorita são as histórias do JammboMan. Ele se imagina como um grande herói do universo. Valoriza muito seus amigos, principalmente Goomo, seu companheiro/ajudante de aventuras. Ele aprende que a melhor forma de vencer seus medos é confiar em seus amigos. Seu maior sonho é ser igual o JammboMan um dia.

- Mina (Dublada por Emma Waver (EUA/Reino Unido) e Isacha Mengibar (ESP) - Uma garota de cor azul-celeste que fala com um sotaque russo. Sua inteligência é superior a qualquer um que vive em Jammbo. Seus conhecimentos ajudam seus amigos quando estão precisando, mas ás vezes suas invenções saem do controle, o que bota todos numa grande confusão. Muitas vezes ela e Bello discutem por besteiras mas lá no fundo, eles precisam da ajuda um do outro.

- Rita (Dublada por Isabella Blake-Thomas (EUA/Reino Unido) e Sara Heras (Espanha) - Uma menina de cor rosa, doce, carinhosa e brincalhona. Com sua ousadia, vive aventuras que parecem impossíveis. Rita adora acariciar os Dodos, mas nem sempre consegue alcançá-los pois os pequenos animaizinhos fogem dela e correm mais rápido que Rita. Adora fazer festas do chá com sua boneca, Princesa. Seus amigos preferidos são Rainha, sua figura materna, e Bello, seu herói, e algum dia deseja ser como eles.

- Goomo (Dublado por Maria Darling EUA/Reino Unido) e Chelo Molina Espanha) - Um menino de cor magenta bastante sensível, tranquilo e amistoso. Goomo gostaria de inventar uma fórmula capaz de deixar todos felizes. Mas ás vezes ele deixa-se levar pelas emoções. Goomo é bastante alegre e se expressa com liberdade através da dança. É um pouco gordinho e ás vezes tem um grande apetite. Goomo adora conviver com seu melhor amigo Bello, e passam bastante tempo brincando juntos. Embaixo de seu capacete tem um cabelo despenteado parecido com uma árvore, por isso usa capacete.

- Ongo (Dublador não creditado, embora tenha falado em ("Rita Adota Um Dodo") - Um menino de cor púrpura. É o personagem mais misterioso de Jammbo e o mais conectado a natureza do planeta. Enquanto os outros tem casas, ele possui apenas um sofá como cama e um abajur. Mesmo assim ele não se importa em não ter paredes e nem teto. Ongo é feliz e muito, muito quieto. Ele não se comunica com palavras e sim com sons. É um incrível músico e o único que pode fazer qualquer ritmo de som apenas com a boca... E espere vê-lo dançar.

- Os Dodos (Dublador não creditado) - Os Dodos são criaturas com um corpo cilíndrico, que são descritos como "Os animais mais incríveis de Jammbo". Em geral seu corpo é preto com o rosto verde (essa cor varia de acordo o ambiente onde vivem) e sua cauda é bem parecida com um gancho curvo. Vivem tanto da terra quanto no céu e na água. Existem inúmeras espécies diferentes. A maioria deles tem a obrigação de trabalhar na fabrica de música e servir ao Reino. Quando eles são bebês, eles podem mudar de cor.

- O Rei (Dublado por Adam Lonworth (EUA/Reino Unido) e Hector Garay (Espanha) - Se parece com um Rei educado e sensato quando fala em publico, mas em casa seu comportamento é infantil e preguiçoso. Ele se dedica a maior parte do tempo fazendo seu Trabalho Real (de qualquer tipo) mas o que ele mais gosta é jogar Vídeo Game e tem uma incrível coleção de brinquedos e objetos armazenados em seu Vault of Gifts.
- A Rainha (Dublada por Beth Chalmers (EUA/Reino Unido) e Yolanda Pèrez Segoviano (Espanha) - É uma Rainha que trabalha muito enquanto seu marido está ocupado jogando: organiza o trabalho dos Dodos, que a adoram, e dirige com responsabilidade a fabrica de música e nunca deixa seu trabalho para depois. De vez em quando perde a paciência com seu marido e se irrita com as coisas que seu marido faz. Adora cuidar de seu jardim e serve de professor para os outros. Ela tem um forte senso moral para ensinar tudo para os Jellys. Como o Rei disse, quando Rainha era pequena, era a menina mais travessa de todas.

### Secundários
- Princesa - É a boneca de pelúcia de Rita que é sua melhor amiga. Rita a considera mais uma irmãzinha do que uma simples boneca.

- As Pulseiras Trapaceiras - São os únicos vilões em Jammbo. Se alguém colocar eles no pulso não tem mais jeito do tirá-los e sempre fazem qualquer um ganhar no jogo. Eles podem falar e tem grandes poderes. Um deles convenceu Rita á usá-los mas depois ela percebeu que foi um erro. Bello ajudou Rita cansando a pulseira e ela saiu de seu pulso.

- Mini Mina - É a contraparte mecânica de Mina. Aparece nos episódios "O Balanço da Mina", "A Festa Surpresa", e "Olhem Pra Mim!". Em "A Festa Da Mina" ela é vista em uma das imagens do computador de Mina.

- Plantas LA-LA - São as plantas preferidas de Rainha, juntamente com o Bambu musical.

- Os Chompers - São um trio de crocodilos que moram no lago de Jammbo. Eles mordem qualquer um que tente passar por eles. Aparecem apenas em "Natureza Selvagem". Eles aparecerão nos episódios da próxima temporada.

- Jammrobô - É o robô de Mina que foi modificado por Bello sem autorização de sua dona. Infelizmente para Bello, suas modificações deixaram o robô fora de controle. Bem na hora, Mina chega e para o robô. No final Bello e Mina fazem as pazes e fazem melhorias no robô.

- Bola Ambulante - Seu verdadeiro nome é Fred. É uma bola de basquete com pernas e usa sapatos de dança. Em "A Dodoleta" Goomo menciona o nome de Fred.

- O Sol/Sun - É um personagem de cor amarela brilhante que aparece no videoclipe "Jump!". Sol é responsável por manter a luz e o calor de Jammbo. Como é cheio de energia, pode voar e ultrapassar o espaço. Aparecerá nos episódios da próxima temporada.

- Dodo Dançarino - Assim como os outros dodos, ele gosta de música. Ele usa uma roupa vermelha e gosta do gênero hip-hop. Aparece em "A Banheira Voadora" e "As Costas Do Rei".

- Vovô Dodo - Aparece a partir da segunda temporada, também conhecido como "Dodo Sensei". É um Dodo idoso com 100 anos de idade. Sua aparência é bastante diferente dos outros Dodos, ele é branco com o rosto roxo e tem um bigode e usa um cajado que ele usa para andar e sempre carrega uma mochila nas costas. Ele cuidou de Bello quando ele era bebê, o que torna este seu neto de fato.

## Episódios
| Temporada | Numero do Episodio | Titulo Original             | Título em Português                                                            |
| --------- | ------------------ | --------------------------- | ------------------------------------------------------------------------------ |
| 1         | 1                  | The Instant Gardener        | O Jardineiro Instantâneo                                                       |
| 1         | 2                  | Mina's Party                | A Festa da Mina                                                                |
| 1         | 3                  | Mamma Mina                  | Mama Mina                                                                      |
| 1         | 4                  | Promises, Promises          | Promessas, Promessas                                                           |
| 1         | 5                  | Super Jelly League          | Superliga Jelly Jamm (Discovery Kids) A Superliga Jelly (TV Aparecida)         |
| 1         | 6                  | Best Friends Forever        | Melhores Amigos Para Sempre (Discovery Kids) Amigos Para Sempre (TV Aparecida) |
| 1         | 7                  | I Want That Too             | Eu Quero Esse Também                                                           |
| 1         | 8                  | Rita Adopts A Dodo          | Rita Adota Um Dodo                                                             |
| 1         | 9                  | The Jelly Must Flow         | Onde Está a Musica?                                                            |
| 1         | 10                 | Flower Fear                 | Medo De Flores                                                                 |
| 1         | 11                 | Radio Goomo                 | Radio Goomo                                                                    |
| 1         | 12                 | Royal Roommate              | Dormindo Com Um Medroso                                                        |
| 1         | 13                 | Tree Mystery                | O Mistério Das Arvores                                                         |
| 1         | 14                 | Inventor Bello              | O Inventor                                                                     |
| 1         | 15                 | Sound Detective             | O Detetive Dos Sons                                                            |
| 1         | 16                 | Rita Loses Princess         | Rita Perde A Princesa                                                          |
| 1         | 17                 | Queen Rita                  | Rainha Rita                                                                    |
| 1         | 18                 | Scary Stories               | Histórias Assustadoras (Discovery Kids) História de Terror (TV Aparecida)      |
| 1         | 19                 | Flying Lies                 | Mentira Voadora                                                                |
| 1         | 20                 | Mina's Swing                | O Balanço Da Mina                                                              |
| 1         | 21                 | Apprentice Bello            | O Aprendiz                                                                     |
| 1         | 22                 | Cheating Bracelets          | Pulseiras Trapaceiras                                                          |
| 1         | 23                 | Operation Save Jammbo       | Operação Salve Jammbo                                                          |
| 1         | 24                 | Experiments In Invisibility | Experimentos Com Invisibilidade                                                |
| 1         | 25                 | Musical Aurora              | Aurora Musical                                                                 |
| 1         | 26                 | Haunted Castle              | Castelo Assombrado                                                             |
| 1         | 27                 | Inner Space                 | A Grande Caixa                                                                 |
| 1         | 28                 | Queen's Birthday            | O Aniversario Da Rainha                                                        |
| 1         | 29                 | My Little Queen             | Minha Pequena Rainha                                                           |
| 1         | 30                 | Goomo's Birthday            | A Festa Surpresa                                                               |
| 1         | 31                 | Jammbo's Many Worlds        | A Melhor Aventura                                                              |
| 1         | 32                 | Great Student               | A Formula De Rita                                                              |
| 1         | 33                 | Unexpected Pianist          | O Pianista                                                                     |
| 1         | 34                 | Ultravision                 | O Super-Herói                                                                  |
| 1         | 35                 | One Note Universe           | Um Mundo Cor-De-rosa                                                           |
| 1         | 36                 | Wild Nature                 | Natureza Selvagem                                                              |
| 1         | 37                 | Soundgatchers               | O Apanhador De Sons                                                            |
| 1         | 38                 | One-Eyed Bello              | Bello De Um Olho Só                                                            |
| 1         | 39                 | Goomo's Race                | O Tesouro (Discovery Kids) A Corrida de Goomo (TV Aparecida)                   |
| 1         | 40                 | Agent Mina                  | Agente Mina                                                                    |
| 1         | 41                 | Color Of Fun                | A Cor Da Diversão                                                              |
| 1         | 42                 | Flying Bathtub              | A Banheira Voadora                                                             |
| 1         | 43                 | Silent Sheriff              | O Xerife Silencioso                                                            |
| 1         | 44                 | Back-Up                     | As Costas Do Rei                                                               |
| 1         | 45                 | Rhythm Judge                | O Concurso De Dança                                                            |
| 1         | 46                 | Royal Frame                 | Moldura Real                                                                   |
| 1         | 47                 | White Dodo                  | O Dodo Branco                                                                  |
| 1         | 48                 | Questions,Questions         | Perguntas,Perguntas                                                            |
| 1         | 49                 | Super Speed                 | Super Velocidade                                                               |
| 1         | 50                 | Look At Me                  | Olhem Pra Mim                                                                  |
| 1         | 51                 | Game Surprise               | Jogo Surpresa                                                                  |
| 1         | 52                 | Jammbo's Rhythm             | No Ritmo De Jammbo                                                             |
| 2         | 53                 | King's Clones               | Os Clones Do Rei                                                               |
| 2         | 54                 | Grandpa Dodo                | Vovô Dodo                                                                      |
| 2         | 55                 | A Day At The Races          | Dia De Corrida                                                                 |
| 2         | 56                 | White Trainers              | Tênis Branco                                                                   |
| 2         | 57                 | Lost Dodo                   | O Dodo Perdido                                                                 |
| 2         | 58                 | Dodo Butterfly              | A Dodoleta                                                                     |
| 2         | 59                 | The Story                   | A História                                                                     |
| 2         | 60                 | Home Flying Home            | Lar Voador                                                                     |
| 2         | 61                 | The Man That Could Be King  | O Homem Que Podia Ser Rei                                                      |
| 2         | 62                 | Monster Of Boredon          | O Monstro Do Tedio                                                             |
| 2         | 63                 | The Gift is The Gift        | O Presente é o Presente                                                        |
| 2         | 64                 | Double Bello                | A Cópia do Bello                                                               |
| 2         | 65                 | The Fall Of Jammboman       | Superamigos                                                                    |
| 2         | 66                 | Professor Goomo             | O Inteligente                                                                  |
| 2         | 67                 | Princess Smile              | O Sorriso Da Princesa                                                          |
| 2         | 68                 | The Sticker                 | O Adesivo                                                                      |
| 2         | 69                 | Assistant Grandpa           | Vovô Ajudante                                                                  |
| 2         | 70                 | The Plant                   | A Planta                                                                       |
| 2         | 71                 | Repetition Repetition       | Jogo Da Repetição                                                              |
| 2         | 72                 | Perfect Toy                 | O Brinquedo Perfeito                                                           |
| 2         | 73                 | The Camping Trip            | O Acampamento                                                                  |
| 2         | 74                 | Choose Me                   | O Time                                                                         |
| 2         | 75                 | My Turn                     | Minha Vez                                                                      |
| 2         | 76                 | Jammbo TV                   | Jammbo TV                                                                      |
| 2         | 77-78 (Final)      | Holding Hands               | De Mãos Dadas                                                                  |

## Elenco de Dublagem
| Personagem          | Dublagem (Tempo Filmes) | Dublagem (BKS)      | Dublagem          |
| ------------------- | ----------------------- | ------------------- | ----------------- |
| Bello               | Ma Zink                 | Ma Zink             | Raquel Rosmaninho |
| Mina                | Andressa Bodê           | Andressa Bodê       | Joana Carvalho    |
| Rita                | Fernanda Bullara        | Sicília Vidal       | Isabel Queirós    |
| Goomo               | Clarice Espíndola       | Lipe Volpato        | Joana Carvalho    |
| Ongo                | N/A                     | Gabriel Martins     | N/A               |
| Rei                 | Nestor Chiesse          | Caio César Oliveira | Mário Santos      |
| Rainha              | Gisa Della Mare         | Claudia Vitória     | Zélia Santos      |
| Direção de Dublagem | Rogério Cesar           | Rogério Cesar       | N/A               |
| Tradução            | Pierangela Piquet       | Pierangela Piquet   | N/A               |
| Cantora             | Milena Dias             | Mônica Toniolo      | N/A               |

## Músicas
O desenho é conhecido no mundo por causa de suas músicas, tocadas no início, no meio ou no final dos episódios. Também são chamadas de Jelly Song ou Jelly Sound em inglês. Veja abaixo os nomes originais e a tradução das músicas. Nota: No Brasil, a música mais famosa de Jelly Jamm é Vitoria! Os intérpretes brasileiros das canções são Nil Bernardes e Monica Toniolo na dublagem BKS.
| Em Inglês                      | Em Espanhol              | Em Português                                                                        |
| ------------------------------ | ------------------------ | ----------------------------------------------------------------------------------- |
| Let's Go Together!             | Juntos Vamos A Hacerlo   | Vamos aprender juntos! (Discovery Kids) Vamos viajar juntos! (TV Aparecida)         |
| We Did It!                     | Lo Hicimos               | Vitória!                                                                            |
| Don't Get Angry!               | ¡No Te Enfades!          | Não fique triste! (Discovery Kids) Não Se Zangue! (TV Aparecida)                    |
| Jump Now!                      | ¡Salta!                  | Vai Lá!                                                                             |
| You'd Better Smile!            | ¡Sonreír Es Mucho Mejor! | Melhor Sorrir                                                                       |
| It´s a Beautiful World         | Es un Mundo Genial       | É um mundo Bonito (Discovery Kids) É um mundo Legal (TV Aparecida)                  |
| Don't Be Afraid                | No Tengas Miedo          | Não Tenha Medo                                                                      |
| Together We're A Team          | Somos Un Equipo          | Nós Somos Uma Equipe                                                                |
| I Love You! (You're My Friend) | Mi Mejor Amigo           | Meu Melhor Amigo                                                                    |
| Just Do It!                    | ¡Ahora es el Momiento!   | Agora é a Hora!                                                                     |
| You Are Great                  | Eres Genial              | Você é muito Legal                                                                  |
| Holding Hands                  | Todos Juntos             | Me dê a Mão                                                                         |
| So Long!                       | Nos Vemos                | Agente Volta Num Minutinho (Discovery Kids) Logo Nos Veremos De Novo (TV Aparecida) |

### Músicas instrumentais
| Em Inglês                | Em Espanhol                    | Em Português                  |
| ------------------------ | ------------------------------ | ----------------------------- |
| Moving Time              | Tiempo En Movimiento           | Hora de Mudar                 |
| Play Time                | Hora de Jugar                  | Hora de brincar               |
| Charleston               | Charleston                     | Charleston                    |
| Mina's Lessons           | Clases De Mina                 | Lições Da Mina                |
| Fantastic                | Fantastico                     | Fantástico                    |
| Half Day                 | A Mitad Del Dia                | Meio Dia                      |
| White Dodo               | Dodo Blanco                    | Dodo Branco                   |
| JammboMan                | JammboMan                      | JammboMan                     |
| Dodo's Theme             | Tema Del Dodo                  | Tema Do Dodo                  |
| Jammbobot                | Jammbo-Bot                     | Jammrobô                      |
| This Is Jelly Jamm       | Esto Es Jelly Jamm             | É o Jelly Jamm                |
| Our Favorite Superheroes | Nuestros superheróes favoritos | Nossos Super-heróis Favoritos |
| Surfing Jammbo           | Surf Jammbo                    | Surfe Jammbo                  |

### Músicas cantadas pelos personagens
| Em Inglês                           | Em Espanhol                   | Em Português                    |
| ----------------------------------- | ----------------------------- | ------------------------------- |
| Flying Bathtub Rap                  | El Rap de La Bañera Voadora   | Rap da Banheira                 |
| I Have A Friend To Talking the Fear | Con Mi Amigo Venceré Mi Miedo | Tenho um Amigo pra dizer o Medo |

## Prêmios
O desenho Jelly Jamm já foi indicado a dois prêmios internacionais.
| Ano  | Categoria  | Nomeação                                             | Resultado |
| ---- | ---------- | ---------------------------------------------------- | --------- |
| 2013 | El Chupete | Melhor produção animada para a Televisão por ¡Salta! | Venceu    |
| 2013 | El Chupete | Melhor música e single infantil por Holding Hands    | Venceu    |

## Campanha solidáriaDobles Sonrisas
Em 2013, o desenho Jelly Jamm se mostrou solidário as crianças. Em dezembro de 2013, foi lançada a campanha Dobles Sonrisas, uma campanha de Natal em colaboração com a ONG, a fundação SEUR, e com a El Corte Inglés. O objetivo da campanha é dar presentes de Natal para diversas crianças com dificuldades econômicas na Espanha. E ainda, a canção "Holding Hands" (traduzido no Brasil como "De Mãos Dadas"), composta por Guille Milkyway, foi usada na campanha como uma canção solidária. Os personagens Bello, Mina, Rita, Goomo, Ongo, Rei e Rainha ainda apareceram em imagens fazendo com as mãos a expressão da campanha, que na tradução fica Sorriso Em Dobro.